# Щипска еврейска община
Щипската еврейска община съществува в град Щип, Македония, вероятно от началото на османската епох до пълното ѝ унищожаване в лагерите на смъртта в годините на Втората световна война.
Наличието на евреи в Щип е засвидетелствано за пръв път в 1512 година, когато в обширния тефтер на Кюстендилския санджак, в който влиза Щипската нахия, е отбелязана еврейска махала с 38 семейства. в 1519 година еврейските семейства в Щип са 15, а в 1573 - 28. До края на XIX век еврейското население в града постоянно се увеличава. Според статистиката на Васил Кънчов („Македония. Етнография и статистика“) от 1900 година в Щип живеят 800 евреи. В началото на XX век доста еврейски семейства и индивиди напускат града. Преди 6 април 1941 година в града живеят 140 семейства с 551 жители.
Еврейската махала е била малка, разположена в центъра на града, главно на десния бряг на Отиня и частично на левия. Функционирали религиозна община, синагога и училище.
На 11 март 1943 година сутринта българските власти събират всички евреи от града - 551 души, и ги транспортират до лагера Монопол в Скопие. След няколко дни щипските евреи, заедно с битолските и скопските са депортирани в концентрационния лагер Треблинка, където са убити.